# Устройство выборки и хранения

Упрощённая схема устройства выборки и хранения. AI — аналоговый вход, AO — аналоговый выход, C — вход управления.

Моменты выборок аналогового сигнала.

Выходной сигнал устройства выборки-хранения.

Устройство выборки и хранения (англ. sample and hold circuit) в электронике — схема, запоминающая напряжение на входе в определённый момент времени. Является компонентом большинства аналого-цифровых преобразователей.

## Устройство
Устройство выборки и хранения имеет аналоговый вход, аналоговый выход и управляющий вход управления электронным ключом.
Запоминающим элементом в устройстве выборки и хранения является электрический конденсатор, его принято называть «запоминающим конденсатором». Для перезаряда конденсатора используется электронный ключ. В качестве электронного ключа обычно используются полевые транзисторы с изолированным затвором.
Для обеспечения высокого входного и низкого выходного сопротивления используются буферные повторители напряжения с высоким входным сопротивлением. Входной буферный повторитель развязывает источник сигнала от запоминающего конденсатора, а выходной буферный усилитель развязывает конденсатор от потребителя сигнала в режиме хранения.
При замыкании ключа конденсатор перезаряжается до нового значения напряжения — напряжения выхода входного повторителя, практически, с точностью до ошибки повторителя, равному входному сигналу, если длительность замкнутого состояния ключа много больше постоянной времени перезаряда конденсатора. Перезаряд происходит с постоянной времени {\displaystyle \tau _{t}}:
{\displaystyle \tau _{t}=(r_{o}+r_{son})\cdot C,}
где {\displaystyle r_{o}} — выходное сопротивление входного буферного повторителя;
{\displaystyle r_{son}} — сопротивление ключа в открытом состоянии;
{\displaystyle C} — ёмкость запоминающего конденсатора.
В режиме хранения ключ разомкнут и конденсатор медленно перезаряжается через параллельно включённые сопротивление утечки через диэлектрик конденсатора {\displaystyle r_{l}}, сопротивление закрытого ключа {\displaystyle r_{soff}} и входное сопротивление выходного буферного повторителя {\displaystyle r_{i}} с постоянной времени {\displaystyle \tau _{h}}:
{\displaystyle \tau _{h}=(r_{l}||r_{soff}||r_{i})\cdot C,}
где {\displaystyle r_{l}||r_{soff}||r_{i}=1/(1/r_{l}+1/r_{soff}+1/r_{i}).}
Для быстрого перезаряда конденсатора во время выборки выгодно выбирать ёмкость конденсатора как можно меньше, но, с другой стороны, при маленькой емкости ухудшаются точность устройства в режиме хранения, так как выходной сигнал медленно «сползает». Для устранения этого недостатка прибегают к последовательному включению 2 аналогичных устройства выборки-хранения, в первом из которых применён конденсатор малой ёмости, а во втором — большой.

## Алгоритм работы
Устройство выборки и хранения может работать в одном из двух режимов, в зависимости от напряжения на управляющем входе:
- режим слежения (англ. track mode)
- режим хранения (англ. hold mode)

В режиме слежения выходной сигнал устройства выборки и хранения совпадает со входным. В режиме хранения напряжение на выходе устройства постоянно и равно напряжению на входе устройства в момент его переключения в режим хранения.
Иногда различают устройство выборки и хранения (англ. sample and hold circuit) и устройство слежения и хранения (англ. track and hold circuit). Единственная разница между ними заключается в способе применения: в первом случае ключ замыкается на минимальное время, достаточное для зарядки конденсатора; во втором случае ключ замкнут на протяжении довольно длительного времени.

## Применение
Для правильной работы большинства схем аналого-цифрового преобразования требуется, особенно это существенно для АЦП с последовательным уравновешиванием, чтобы входное напряжение в течение некоторого времени, называемым (время преобразования) оставалось неизменным. Поскольку входной сигнал в течение времени преобразования может меняться, его фиксируют с помощью устройства выборки-хранения.
Чаще всего устройство выборки и хранения интегрируют в одном кристалле с АЦП, однако существуют и специализированные микросхемы, выполняющие эту функцию.